# 타라바주

타라바주의 위치

타라바주(영어: Taraba State)는 나이지리아의 남동부에 있는 주로, 주도는 잘링고이다. 면적은 54,473km2이며, 인구는 1,480,590명(1991년)이다. 1991년 8월 27일 옛 공골라주에서 분리되어 신설되었다. 서쪽으로는 나사라와주와 베누에주, 북서쪽으로는 플래토주, 북쪽으로는 바우치주와 곰베주, 북동쪽으로는 아다마와주와 접하며 남쪽과 동쪽으로는 카메룬과 국경을 접한다.